# Ираклий II (византийский император)
Ираклий II (Ираклон, Ираклеон; греч. Ηράκλειος, лат. Heraclius II или Heraclonas; 626, Лазика — 641) — сын византийского императора Ираклия I и его второй жены и племянницы Мартины, император Византии с февраля по ноябрь 641 года (до мая 641 года совместно со своим старшим братом Константином).
После смерти своей первой жены Евдокии, император Ираклий I женился на своей племяннице. Несмотря на то, что такой брак считался инцестом по кодексу Феодосия и не одобрялся народом, патриарх Сергий I лично обвенчал их и короновал Мартину как августу. Этот брак как греховный осуждал даже брат Ираклия Феодор.
На момент смерти своего отца Ираклий был старшим сыном Ираклия I во втором браке. У Ираклия также был старший брат Константин от первого брака Ираклия I, который с рождения считался соправителем своего отца. Ираклий I хотел, чтобы его сыновья Константин и Ираклий после его смерти правили вместе. Но Мартина надавила на своего мужа, и по завещанию Ираклия I императором-наследником становился только Ираклий. Через три дня после смерти Ираклия I Мартина явилась на церемонию в Константинопольский ипподром и перед сенатом и народом объявила волю супруга. Однако народ возмутился, и в результате не пользующейся популярностью Мартине пришлось уступить, и оба брата были провозглашены императорами. Константину III было 28 лет, а Ираклию II 15 лет, что делало Константина III реальным правителем империи.
Но через три месяца Константин III умер (предположительно от туберкулёза), и Ираклий II стал единоличным императором под регентством своей матери. Однако Мартина полностью потеряла расположение сената и армии из-за нехватки средств для противостояния арабам. Кроме того, в народе ходили слухи, что она отравила Константина III.
После смерти Константина III вражда двух партий, одна из которых поддерживала его детей (Константа II и Феодосия), а вторая — Мартину и ее детей (кроме Ираклия II — Давида и Мартина), обострилась до крайности. Чиновник Филагрий, выдавший Константину тайну золота Мартины, резонно опасаясь за свою участь, подбил полководца Валентина создать вооруженную оппозицию Мартине и требовать передачи детей Константина на попечение войску.
В августе 641 года генерал Валентин ввел лояльные ему войска в Халкидон, чтобы вынудить Мартину сделать одиннадцатилетнего сына Константина III Константа II соправителем Ираклия II. Пока войска Валентина находились через пролив от Константинополя, народ в Константинополе стал требовать чтобы патриарх Пирр короновал Константа II, а сам отрекся от сана патриарха в пользу Павла II. Находясь в безвыходном положении, в конце сентября / октябре Мартина назначила Валентина экскувитором и возвеличила Константа II до титула соимператора, однако она также возвеличила и своего сына, младшего брата Ираклия II, Давида. Осенью враги Мартины обнародовали письмо, составленное якобы от ее имени, с приказом отравить Константа II и Феодосия. Письмо вызвало бурю возмущения. Тогда войска Валентина вошли в Константинополь и 5 ноября 641 года свергли власть Мартины и Ираклия II. Валентин отсек нос Ираклию II и разрезал (по другим сведениям, отрезал) язык Мартине, а Давид был убит. По решению сената Ираклий II вместе с матерью был отправлен в ссылку на остров Родос, где вскоре скончался. В том же году умерла и Мартина.